# Jim Delaney
Jim Delaney   (Butte-Silver Bow, 1 de març de 1921 - Santa Rosa, 2 d'abril de 2012) va ser un atleta estatunidenc, especialista en el llançament de pes, que va competir durant la dècada de 1940.
El 1948 va prendre part en els Jocs Olímpics d'Estiu de Londres, on va guanyar la medalla de plata en la prova del llançament de pes del programa d'atletisme. En aquests Jocs aconseguí el millor llançament de la seva carrera esportiva amb 16m 81 cm. En el seu palmarès també destaca el campionat de l'AAU de 1947 i 1948.
Durant la Segona Guerra Mundial va servir al Pacífic a la Marina dels Estats Units.

## Millors marques
- Llançament de pes. 16,81 metres (1948)[2]